# Schuyler Colfax

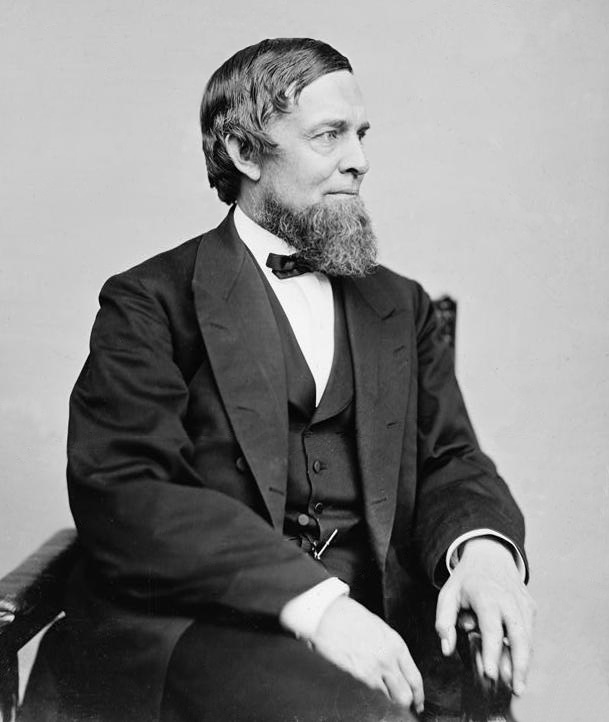
Schuyler Colfax

Schuyler Colfax (* 23. März 1823 in New York City, New York; † 13. Januar 1885 in Mankato, Minnesota) war ein US-amerikanischer Politiker und von März 1869 bis März 1873 der 17. Vizepräsident der Vereinigten Staaten während der ersten Amtszeit von Präsident Ulysses S. Grant. Seit Dezember 1863 saß er dem Repräsentantenhaus, dem er seit 1855 als Abgeordneter angehörte, als dessen Sprecher vor.

## Leben
Schuyler Colfax, der aus armen Verhältnissen stammte, fing schon in seinem zehnten Lebensjahr an, in einem Handelshaus zu arbeiten. Drei Jahre später zog er mit seiner Mutter nach Indiana, wo er 1841 eine Arbeit als Auditor für den Verwaltungsbezirk St. Joseph County annahm.
1845 gründete Colfax die Zeitung St. Joseph Valley Register, durch welche er als Mitglied der Whig Party bald großen Einfluss ausübte. 1848 wählten ihn die Whigs wegen seiner politischen Fähigkeiten zum Delegierten für den in Philadelphia zusammengetretenen Parteitag (Whig National Convention), auf dem er das Amt eines Sekretärs erhielt. 1854 wurde er als Republikaner für den neunten Wahlbezirk von Indiana ins Repräsentantenhaus der Vereinigten Staaten gewählt. Schon zu Anfang seiner parlamentarischen Laufbahn hatte er sich durch seinen Kampf gegen die Sklaverei einen Namen gemacht. 1861 wurde er Vorsitzender der Kommission für Verkehrswesen und beschäftigte sich mit dem Bau von Eisenbahnverbindungen nach Westen, welcher in der Central Pacific Railroad verwirklicht wurde.
Am 7. Dezember 1863 zum Sprecher des Repräsentantenhauses gewählt, machte er sich in dieser Stellung durch seine Mäßigung und Festigkeit sehr beliebt, so dass er bei der Präsidentschaftswahl 1868 als Running Mate des siegreichen Präsident Ulysses S. Grant in das Amt des Vizepräsidenten gewählt wurde, das er am 4. März 1869 antrat. Da er kraft seines Amtes nun auch Präsident des Senats war, war er einer von bisher nur zwei Personen, die zeitlich direkt aufeinanderfolgend den Vorsitz über beide Kongresskammern innehatten (der andere war John Nance Garner am 4. März 1933, der ebenfalls vom Sprecher des Hauses in die Vizepräsidentschaft wechselte). Wie auch andere Vizepräsidenten zu dieser Zeit war Colfax de facto ohne politischen Einfluss. Er gehörte nicht zu den engeren Vertrauten von Präsident Grant und übte daher keinen Einfluss auf die Regierungspolitik aus. Stattdessen war überwiegend mit der (unspektakulären) Leitung des Senats beschäftigt und nahm zeremonielle Aufgaben wahr. Im Vorfeld der Präsidentenwahl 1872 wurde er wegen zahlreicher Skandale und Korruptionsaffären seiner Partei nicht erneut nominiert; er übergab am 4. März 1873 das Amt an seinen Nachfolger Henry Wilson und wurde wieder als Geschäftsmann tätig. Der seit 1868 mit Ellen Colfax, geborene Wade, verheiratete Colfax starb am 13. Januar 1885 an einem Herzinfarkt.

## Gedenken
Städte in Iowa, North Carolina, Illinois, Washington, Wisconsin, Indiana, und Louisiana und die Countys Colfax County (Nebraska) und Colfax County (New Mexico) sind nach ihm benannt.

## In der Kultur
Colfax wurde in Steven Spielbergs Film Lincoln von Bill Raymond dargestellt.